# Eukaryota (nesvrstani)
Eukarioti, rodovi eukariota čiji je niži traksonomski rang ostao nepoznat, a na popisu je 211 vrsta

## Rodovi
1. Acanthina Korde, 1973; taksonomski priznat, dvije vrste
2. Acanthodiacrodium B.V.Timofeev, 1958; taksonomski priznat, 4 fosilna vrste
3. Acanthoporella Pia, 192 ; taksonomski status nepoznat; 1 fosilna vrsta
4. Algacites E.F.Schlotheim, 1825; taksonomski priznat, 7 fosilnih vrsta
5. Algites A.C.Seward, 1894; taksonomski priznat, jedna fosilna vrsta
6. Alphamonas Alexeieff, 1918; ; taksonomski status nepoznat, jedna fosilna vrsta
7. Amasperma Rafinesque, 1814; taksonomski status nepoznat; 1 vrsta
8. Amphiconium Nees, 1816; taksonomski status nepoznat; 3 vrste
9. Anabaria A.G.Vologdin, 1937, taksonomski priznat, 1 fosilna vrsta
10. Animikiea E.S.Barghoorn, 1965, taksonomski priznat, 1 fosilna vrsta
11. Antrosphaera Sarjeant, 1961, taksonomski priznat, 1 fosilna vrsta
12. Archaeohystrichosphaeridium Timofeev, nom. inval., 1 taksonomski priznata fosilna vrsta
13. Ascothamnion Kützing, 1843; taksonomski status nepoznat; 1 vrsta
14. Bacinella R.Radoicic, 1959, taksonomski priznat, 1 fosilna vrsta
15. Bisbullatum Xiaosi Fang, 1987, taksonomski priznat, 2 fosilne vrste
16. Bolboforma autorstvo nepoznato,  taksonomski priznat, 1 vrsta
17. Buetschlia autorstvo nepoznato,  taksonomski priznat, 1 vrsta
18. Carduifolia Hovasse, 1932, taksonomski priznat, 2 fosilne vrste
19. Cayeuxia M.M.Frollo, 1938, taksonomski priznat, 8 fosilnih vrsta
20. Cercaria O.F.Müller, 1773, taksonomski status nepoznat; 1 vrsta
21. Chilomastix A.G.Alexeev, 1910, nom. cons., taksonomski status nepoznat; 1 vrsta
22. Chlorophaeoclonium S.Péterfi, 1948, sinonim; 1 taksonomski priznata vrsta
23. Cochlosoma A.Kotlan, 1923, taksonomski priznat, 3 vrste
24. Codoniella Cookson & Eisenack, 1961, taksonomski priznat, 2 fosilne vrste
25. Conferva Linnaeus, 1753, nom. rejic., taksonomski status nepoznat; 57 vrsta
26. Cryptozoön J.Hall, 1883, taksonomski priznat, 17 fosilnih vrsta
27. Cyanotheca Pascher, 1914, taksonomski priznat, 2 vrste
28. Cyathophycus Walcott, taksonomski status nepoznat; 2 fosilne vrste
29. Cyclopsiella Drugg & A.R.Loeblich Jr., 1967,  taksonomski priznat, 1 fosilna vrsta
30. Cymatiogalea J.Deunff, 1961, taksonomski priznat, 3 fosilne vrste
31. Dalailama Mereschkowsky, 1906,  taksonomski priznat, 1 vrsta
32. Dicercomonas Diesing, 1866, taksonomski status nepoznat; 2 vrste
33. Dictyophyton J.Hall, 1863, taksonomski priznat, 2 fosilne vrste
34. Dimorpha A.Gruber, 1881, nom. illeg., taksonomski status nepoznat; 2 vrste
35. Eldychemia N.M.Petrosjan, 1972, taksonomski priznat, 1 fosilna vrsta
36. Endogenes P.Dangeard, 1936,  taksonomski status nepoznat; 2 vrste
37. Fischerites Finney & Nitecki, 1979, taksonomski priznat,  1 fosilna vrsta
38. Flabellina K.B.Korde, 1986,  taksonomski priznat, 1 vrsta
39. Folliculus Meunier, 1910, taksonomski status nepoznat; 1 vrsta
40. Gondisphaeridium R.S.Tiwari & A.A.Moiz, 1971, taksonomski priznat, 1 fosilna vrsta
41. Gunflintia E.S.Barghoorn, 1965, taksonomski priznat, 2 fosilne vrste
42. Helkesimastix Woodcock & Lapage, 1915, taksonomski priznat, 1 vrsta
43. Heterophrys W.Archer, 1869, taksonomski priznat, 1 vrsta
44. Hygrocrocis C.Agardh, 1824, sinonim, 1 taksonomski priznata vrsta
45. Iberopora Granier & Berthou, 2002, taksonomski priznat, 1 vrsta
46. Isonema F.L.Schuster, S.Goldstein & B. Hershenov, 1968, nom. illeg., 2 vrste
47. Kamera D.J.Patterson & M.Zölffel, 1991, taksonomski priznat, 1 vrsta
48. Kussiella Y.Z.Liang & R.C.Tsao, 1974, nom. inval., 1 taksonomski priznata fosilna vrsta
49. Leioplanktona R.K.Kar & R.K.Saxena, 1976, taksonomski priznat, 2 fosilne vrste
50. Leptospironympha Cleveland, Hall, Sanders & Collier, 1934, taksonomski status nepoznat; 1 vrsta
51. Macromastix A.Stokes, 1890,  taksonomski priznat, 1 vrsta
52. Maranhites I.M.Brito, 1965, taksonomski priznat, 1 fosilna vrsta
53. Marssoniella E.Lemmermann, 1900, taksonomski status nepoznat; 4 vrste
54. Microrhabdulinus Deflandre, 1963, taksonomski priznat, 3 fosilne vrste
55. Monocercomonoides Travis, 1932, taksonomski status nepoznat; 1 vrsta
56. Monoposthium Thurston & Noirot-Timothée, 1973, taksonomski priznat, 3 vrste
57. Multicilia Cienkowski, 1881, taksonomski priznat, 1 vrsta
58. Nothyocha Deflandre, 1949, taksonomski priznat, 1 fosilna vrsta
59. Obrachevella X.X. Liu, 1984, taksonomski priznat, 1 vrsta
60. Orimanthis Rafinesque, 1810, taksonomski status nepoznat; 1 vrsta
61. Ostracodinium Dogiel, 1927, taksonomski status nepoznat; 1 vrsta
62. Pantotrichum Ehrenberg, 1832,  taksonomski status nepoznat; 1 vrsta
63. Paramonas W.S.Kent, 1881, taksonomski priznat, 1 vrsta
64. Phacelofimbria Tsao & Zhao, 1974,  taksonomski status nepoznat; 1 fosilna vrsta
65. Phaxantha Rafinesque, 1810, taksonomski status nepoznat; 1 vrsta
66. Phoracis Rafinesque, 1810, taksonomski status nepoznat; 1 vrsta
67. Picnostroma Maslov, 1937, taksonomski status nepoznat; 1 fosilna vrsta
68. Pilasporites Balme & Hennelly, 1956, taksonomski status nepoznat; 1 fosilna vrsta
69. Pleuromastix A.Scherffel, 1912,  taksonomski priznat, 1 vrsta
70. Poropila J.Schiller, 1925, taksonomski priznat, 1 vrsta
71. Praesolenopora Tsao & Zhao, 1974, taksonomski status nepoznat;  1 fosilna vrsta
72. Pseudomicromarsupium K.E.Busen & S.W.Wise, 1977, taksonomski priznat, 2 fosilne vrste
73. Reticulamoeba K.G.Grell, 1994, taksonomski priznat, 1 vrsta
74. Salpingorhiza Klug, 1936, taksonomski priznat, 1 vrsta
75. Sampaionema P.González, 1950, taksonomski status nepoznat;  1 vrsta
76. Sclernax Rafinesque, 1810,  taksonomski status nepoznat; 2 vrste
77. Sennia Skuja, 1948, nom. illeg., taksonomski status nepoznat; 2 priznate vrste
78. Solenicola Pavillard, 1916,  taksonomski priznat, 1 vrsta
79. Spinasphaera R.K.Kar & R.K.Saxena, 1976, taksonomski priznat, 1 fosilna vrsta
80. Spiromastix Perfil'ev, 1929,  taksonomski priznat, 1 vrsta
81. Spironematella P.C.Silva, 1970, taksonomski priznat, 1 vrsta
82. Subulatomonas L.Katz, J.Grant, L.W.Parfrey, A.Gant, C.O'Kelly, O.R.Anderson, R.E.Molestina & T.Nerad, 2011, taksonomski priznat, 1 vrsta
83. Thecamoeba Schaeffer, 1926, taksonomski priznat, 2 vrste
84. Trichophycus S.A.Miller & Dyer, 1878, taksonomski status nepoznat; 3 fosilne vrste
85. Trochisciaopsis H.Kufferath, 1950, taksonomski priznat, 1 vrsta
86. Valmeyeraphycus R.L.Leary, 1986, taksonomski priznat, 1 fosilna vrsta
87. Virgatasporites A.Combaz, 1968, taksonomski status nepoznat; 1 fosilna vrsta
88. Xanthodiscus Schewiakoff, 1892,  taksonomski priznat, 1 vrsta